# Moriz Kaposi
Moriz Kaposi (oprindelig Kohn, 23. oktober 1837 i Kaposvár, Ungarn—6. marts 1902 i Wien) var en østerrigsk dermatolog.
Kaposi studerede 1856—61 ved Wiens Universitet, hvor han blev privatdocent 1866 og derefter assistent hos Hebra,
hvis elev han havde været og hvis svigersøn han blev, 1866—71, ekstraordinær professor 1875 og forstander for den dermatologiske klinik 1881, samtidig med at han overtog den Hebraske lærestol. Kaposis navn er knyttet til sygdommen xeroderma pigmentosum, en fremadskridende, idiopatisk hudatrofi, ledsaget af pigmentering. Sammen med Hebra gjorde han indgående undersøgelser over rhinoskleromet, og i hans store litterære produktion mærkes: Die Syphilis der Schleimhäute der Mund, Nasen und Rachenhöhle (1866), Die Syphilis der Haut und der angrenzenden Schleimhäute (1872—75), Pathologie und Therapie der Hautkrankheiten (1879), Pathologie und Therapie der Syphilis (1891). Med Hebra udgav han Handbuch der speciellen Pathologie und Therapie der Hautkrankheiten. Om xeroderma skrev han: Ueber Xeroderma pigmentosum i "Medicinische Jahrbücher" (1882). Sygdommens navn skyldes dog ikke Kaposi, men Erasmus Wilson.